# Peuplement des hautes terres par les Israélites
 (juin 2020).
Le peuplement des hautes terres par les Israélites est un phénomène identifié par l'archéologie dans les hautes terres situés à l'ouest du Jourdain pour l'âge du fer I (c. 1200 à 1000 av. J.-C.), qui voit l'apparition de sites sédentaires dans cette région, occupés par une population généralement identifiée comme les ancêtres des Israélites (parfois désignés comme des « proto-Israélites »). Ce phénomène est l'objet d'un débat quant à l'interprétation de l'origine de ces populations et des raisons qui les ont poussées à se sédentariser durant cette période, qui est marquée par de grands bouleversements dans tout le Proche-Orient.

## Historiographie
L'origine des premiers Israélites a fait dans le passé, l'objet de nombreuses théories qui s'opposaient. Depuis le début du XXIe siècle, il y a un consensus parmi les spécialistes. Celui ci est présenté dans l'Histoire de l'Israël antique.
Avant le XXe siècle - Théorie égyptienne
Il n'existe aucune trace des Hébreux de la Bible dans l'archéologie égyptienne. Aucune trace archéologique ne permet d'affirmer que les Hébreux auraient massivement quitté l'Égypte en traversant le Sinaï : voir l'article Données archéologiques sur l'Exode et Moïse. Les traces archéologiques en Canaan montrent qu'ils ne se sont pas installés par une conquête militaire express, éliminant massivement les Cananéens. Aucune trace archéologique ne permet d'affirmer que les Hébreux auraient été esclaves en Égypte : les fouilles en Égypte montrent que l'esclavage stricto sensu n'existait pas, car les hommes non libres gardaient le droit d’ester (se présenter devant un tribunal comme demandeur ou comme défendeur) et de tester (énoncer sa volonté testamentaire). Les ouvriers de Deir el-Médineh, bâtisseurs de la vallée des Rois n'étaient pas des esclaves, mais des petits fonctionnaires bénéficiant d'un logement individuel et du droit de grève.
Pour Israël Finkelstein : « Malheureusement, pendant des décennies, les archéologues s'entêtaient à chercher les indices sur l'origine des Israélites partout, sauf au bon endroit ».
1925 - Théorie de l'infiltration
Albrecht Alt en 1925 propose une infiltration progressive des Israélites en Canaan, certains pouvant être passés par l'Égypte et ayant rapporté leur tradition particulière. Ce sont des peuples nomades ou semi-nomades qui arrivent sur une période étendue. Martin Noth y ajoute l'idée d'une fédération de douze tribus liées par un dieu commun et un lieu de culte.
1940 à 1970 - Le modèle Albright-Wright de la conquête
C'est le modèle issu de l'archéologie biblique du milieu du XXe siècle. Albright et Wright aux États-Unis et Y. Yadin en Israël représentent le fer de lance de l'archéologie biblique dans les années 1940-70.
En se basant sur les fouilles d'Albright ainsi que sur la découverte par Wright d'une épaisse couche de cendre à Beitin, ils développent l'idée que la conquête de Canaan par les Israélites a eu lieu au XIIIe siècle en liant les destructions de Beitin, Hazor, Lakish.
Ce modèle est devenu obsolète, il est totalement remis en cause car il représente une conquête rapide et totale de Canaan qui ne correspond ni à l'archéologie ni au texte biblique.
Les destructions qui leur servaient d'exemple ont eu lieu à des moments trop espacés pour faire partie de la même campagne. En particulier la destruction de Jéricho est bien trop précoce pour ce modèle.
1962 - Théorie de la révolte paysanne
George Mendenhall propose ce modèle en 1962. Selon lui, l'apparition d'un mouvement religieux rendit possible la révolte des paysans cananéens contre les collecteurs de taxe venus des villes. Ce serait l'apparition d'un petit groupe d'esclaves venant d'Égypte qui aurait permis le soulèvement de tout un pays contre ses rois. C'est un constat sociologique et culturel qui l'amène à cette conclusion. Cette idée est reprise par Norman Gottwald dans The Tribes of Yahwe, qui, au grand dam de Medenhall inscrit cette théorie dans une version plus marxiste de l'histoire. Gottwald sera sévèrement critiqué par Niels Peter Lemche, qui reprend l'idée de Medenhall, proposant les Israélites comme descendant des Apirous, mais en fait une évolution progressive, d'abord vers une organisation tribale, puis vers une nation, identifiable en tant que telle sur la Stèle de Mérenptah. Il n'y aurait pas selon lui d'origine étrangère.
1981 - Entrée en Canaan puis occupation tardive
Ce modèle, proposé dans différentes variantes (conquête à différents moments du Bronze récent, entre le XVe et le  XIIIe siècle av. J.-C.) s'appuie sur une relecture des textes bibliques et les avancées de l'archéologie.
Le livre de Josué indique précisément que seules trois villes sont détruites pendant la conquête, sans toutefois être occupées par les Israélites par la suite : Jéricho, Ai et Hazor. Cette conquête aurait eu pour seul effet de tuer les chefs cananéens et une partie de la population. La Bible hébraïque raconte l'échec de cette conquête rapide et les difficultés des Israélites pour s'installer en Canaan.
Selon Kenneth Anderson Kitchen, les villes cités dans le livre de Josué correspondent effectivement à des villes existantes au XIIIe siècle, et certaines présentent des traces de destruction à ce moment. Pour d'autres comme John J. Bimson, la conquête correspond à la destruction de certaines villes cananéennes qui marque la fin du Bronze Moyen, tandis que l'histoire des populations nomades et tribales correspond au Bronze Récent.
1990 à aujourd'hui - Théorie de la resédentarisation
C’est une théorie de Yohanan Aharoni[réf. souhaitée], développée principalement par Israël Finkelstein et William G. Dever.
Le modèle repose sur l'idée que la population qui se sédentarise au Fer I est une population indigène, issue de la population cananéenne du Bronze récent. Israël Finkelstein s'appuie sur la similarité de la culture et des modes de vie du Bronze récent avec ceux du Fer I, également sur le fait que les villes du Nord retrouvent une culture cananéenne au Xe siècle. La continuité des cultures montre que la population se sédentarisant était déjà présente en Palestine pendant le Bronze récent.
Finkelstein fait la liaison avec un phénomène similaire au Bronze Moyen II. En période de crise (bronze intermédiaire dans un cas, bronze récent dans l'autre) l'économie se tourne vers l'élevage de moutons et de chèvres et un mode de vie plus pastoral, tandis qu'en période stable (Bronze Moyen II, Fer I) il y aurait une tendance à l'agriculture irriguée et à l'élevage de bétail.
Selon W. Dever, les premiers Israélites seraient issus de l'effondrement de la société cananéenne du bronze récent. Ils auraient migré des basses terres de Palestine vers les hautes terres où l'archéologie les retrouve.
Pour Finkelstein, cela est impossible. Selon lui, les populations expulsées des villes cananéennes à la fin du bronze moyen seraient celles qui se resédentarisent au début du Fer I après avoir été nomades pendant le bronze récent : la culture cananéenne décline au cours du XVIe siècle, certains trouveraient alors refuge dans les régions montagneuse de Galilée. Plus tard, vers la fin du Bronze récent, un processus de resédentarisation commencerait et serait à l'origine de la population israélite.
D'après A. Mazar, les traditions cananéenne sont générales à toutes les populations du Fer I et ne pointent pas nécessairement vers l'origine cananéenne d'Israël. La Bible décrit également un mélange culturel, les Israélites adoptant les traditions de ceux qui les entourent. Cette théorie de la resédentarisation est liée à celle d'un Israël émergeant des groupes nomades du Bronze récent, comme les Apirous ou les Shasous. Or, certains shasous ont émigré en Égypte, comme le Jacob biblique. Dans un document égyptien, leur territoire est nommé « Yahu ».
Les recherches archéologiques portant sur la transition entre l'Âge du Bronze récent et l'Âge du Fer en Canaan décrivent la sédentarisation de groupes qui suivaient auparavant un mode de vie pastoral semi-nomade. Ces recherches se sont accompagnées de débats sur les modalités de l'apparition des sociétés « proto-Israélites ».
Plusieurs aspects du Bronze récent ont été associés à l'origine des Israélites :
- Les populations nomades comme les Shasous et les Apirous ont souvent été évoquées, mais il est hasardeux d'établir un lien direct entre ces termes et les premiers Israélites.
- Certains lieux de culte, comme Shilo et Beth-El sont à la fois utilisés par la population nomade des hautes terres et expressément mentionnés dans la Bible comme lieu de culte des Israélites.

## Sédentarisation des premiers israélites au FerI(environ -1200 à -1000)

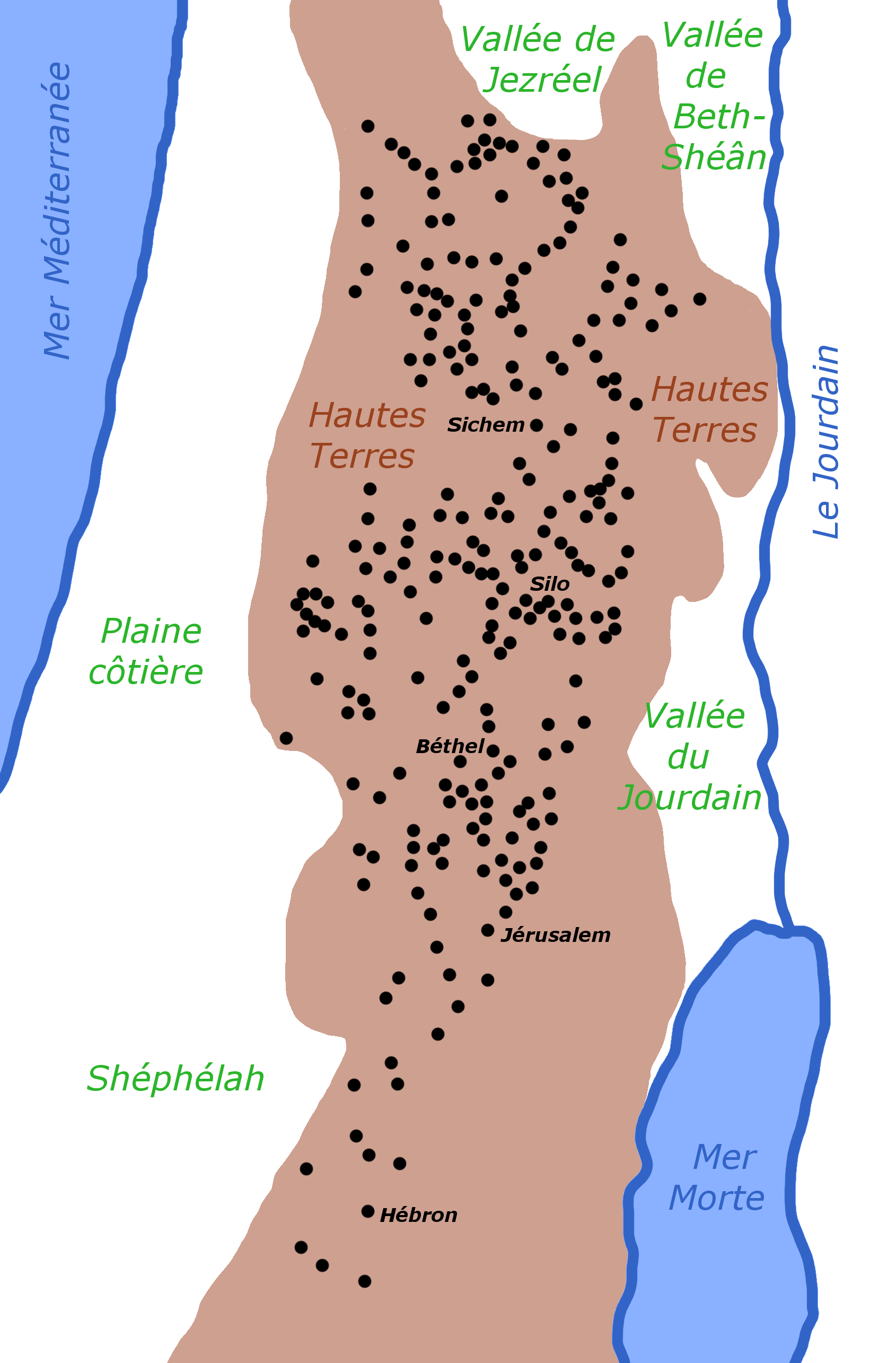
Sites archéologiques d’implantation des premiers Israélites entre la fin du et le milieu du av. J.-C., sur les Hautes Terres de Canaan. Carte dessinée d’après le film « La Bible dévoilée », montrant le résultat des prospections de surface (Israël Finkelstein).

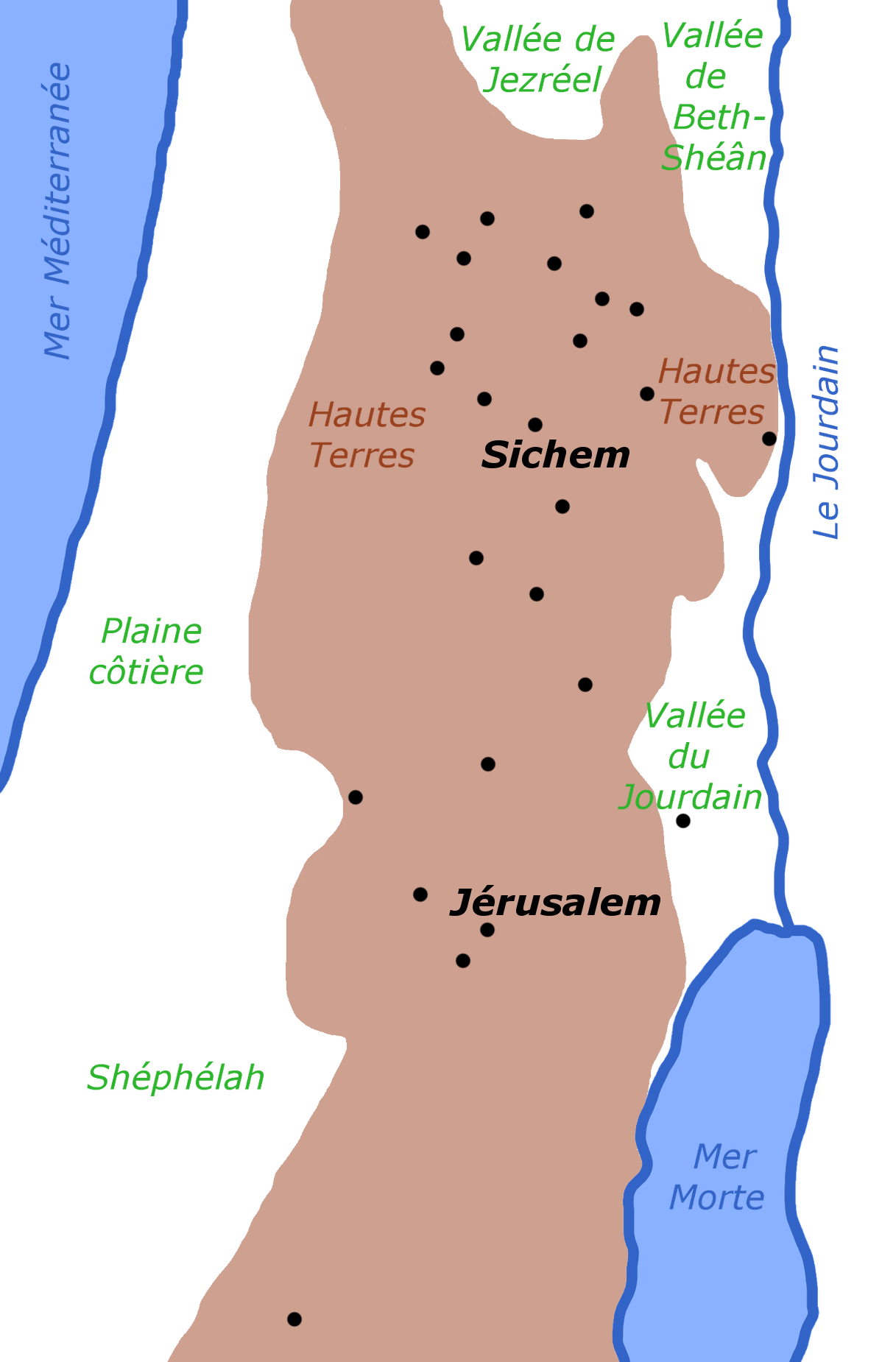
Cette carte montre l’emplacement des sites archéologiques d’implantation au Bronze Récent, sur les Hautes Terres de Canaan. Carte dessinée d’après le film « La Bible dévoilée », (Israël Finkelstein). La vague d'implantation des Israélites au Fer va se faire sur un territoire pratiquement déserté.

La connaissance de cette période a fait un grand saut qualitatif avec les « regionals survey », une méthode archéologique consistant en une étude statistique régionale, notamment sur des prospections de surface, et non pas sur une étude locale, notamment sur des fouilles. Elles ont permis de mettre en évidence la sédentarisation d'une nouvelle population entre la fin du XIIIe siècle et le XIe siècle av. J.-C. Leurs résultats sont exposés dans un livre qui a marqué son époque, The Archaeology of the Israelite Settlement, écrit en 1988 par Israël Finkelstein. Deux études ont discuté ces découvertes From Nomadism to Monarchy: Archaeological and Historical Aspects of Early Israel, ainsi que Aux origines d'Israël. Quand la Bible dit vrai, de William G. Dever
.
Les prospections archéologiques menées depuis 1990 sur les Hautes Terres de Canaan montrent, au début de l'Âge du fer, la sédentarisation de petites communautés de nomades qui commencent probablement à cultiver des céréales, sédentarisation marquée ensuite par l'apparition de petits villages.

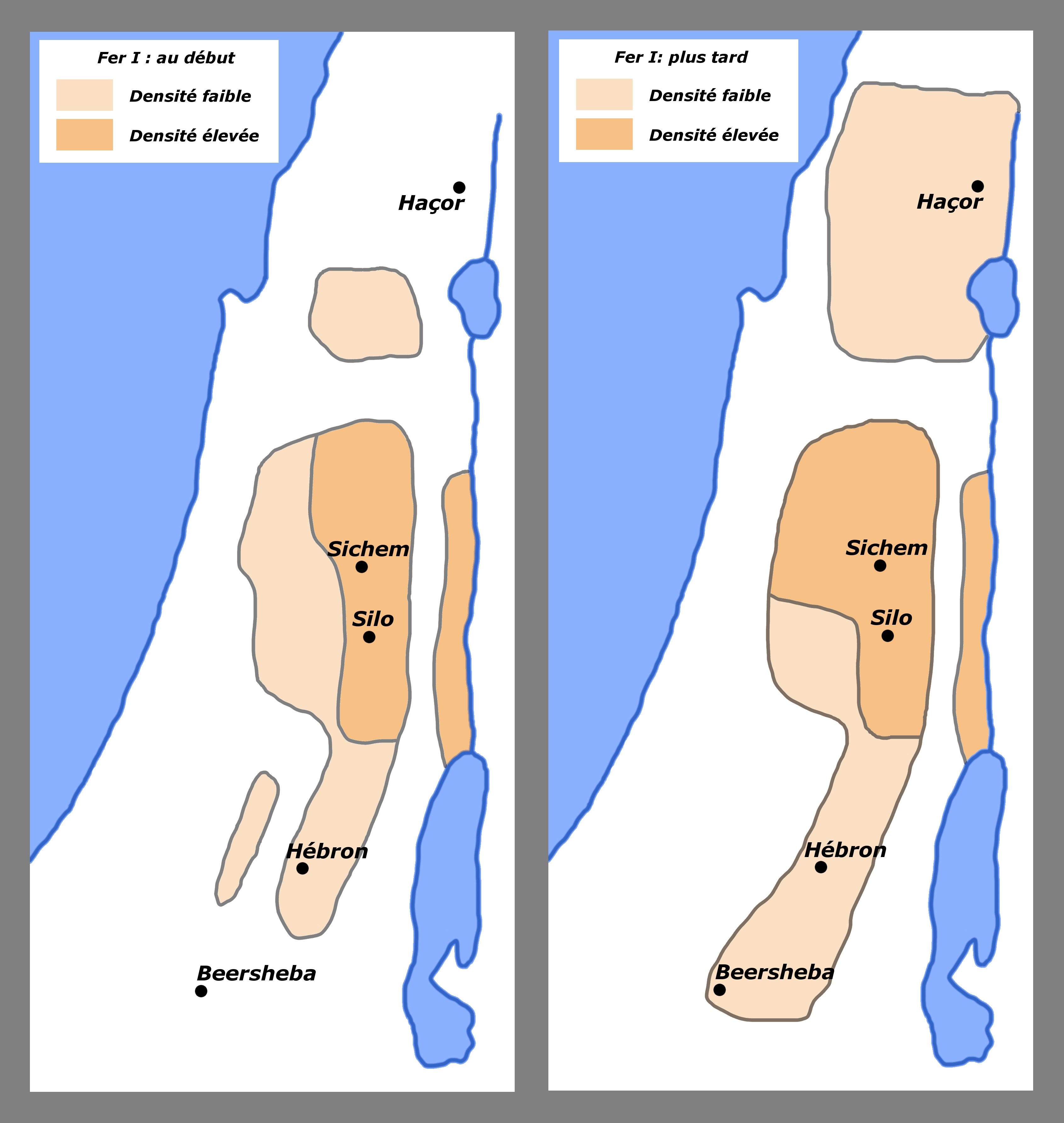
Deux cartes de densité montrant l’évolution de la population des Israélites au Fer. Dessiné d’après deux cartes de.

Cette sédentarisation peut avoir débuté à la fin du Bronze récent (fin XIIIe siècle ou début XIIe siècle av. J.-C.), s'être amplifiée au Fer ancien (fin XIIe siècle au milieu XIe siècle) pour culminer à la fin du Fer I (fin du XIe siècle et première moitié du Xe siècle). Selon Israël Finkelstein, on observe sur les Hautes Terres centrales au Fer récent près de 250 sites occupant une superficie de 220 hectares (voir carte), contre 30 sites occupant une superficie totale de 50 hectares au Bronze récent. À raison de 200 habitants par hectare (densité communément acceptée), cette population des Hautes Terres s'évalue à 45 000 habitants. W. Dever compte, lui, 12 000 personnes vers -1200, 55 000 au XIIe siècle et 75 000 au XIe siècle. Cette sédentarisation s'observe principalement dans les collines centrales, mais aussi en Transjordanie (220 sites au début du Fer contre une trentaine à la fin du Bronze) et dans le Neguev. Au XIe siècle, elle se continue en Galilée (Hazor XII, Dan VI).
Antérieurement, selon Israël Finkelstein, cette vague d'implantations a été précédée par deux autres : une première vague d'implantations au Bronze ancien (-3500, -2200), suivie d'un abandon de la plupart des sites au Bronze intermédiaire (-2200, -2000), puis une seconde vague d'implantations au Bronze moyen (-2000, -1550), suivie à nouveau d'un abandon de la plupart des sites au Bronze récent (-1550, -1150). La troisième vague d'implantation s'effectue sur un territoire pratiquement vidé (restent seulement vingt-cinq sites, voir la seconde carte et comparer à la première).
La plupart des premières zones d'occupation datant des débuts du Fer I sont situées à l'est (côté Jourdain), ce qui permet aux habitants de faire paître leurs troupeaux de chèvres et de moutons tout en démarrant une activité agricole de blé et d'orge. Les implantations s'étendent ensuite à l'ouest, moins propice à l'élevage, mais plus propice à la culture de l'olivier et de la vigne,. Dès le début, le développement est beaucoup plus rapide dans la moitié nord, plus arrosée et traversée par les voies de communication, que dans la moitié sud, sèche et peu accessible. Commencée sous forme de petites communautés rurales, cette dernière vague se développe graduellement en un système de petits villages, de bourgades de dimensions moyennes, pour atteindre les vallées et former de grandes cités.
Les premiers petits villages, qu'on peut observer lorsque les habitations ultérieures n'ont pas détruit les ruines, sont organisés en ovale, à la manière des campements bédouins, témoignant d'une origine nomade : Izbet Sartah (voir ci-après), Beer Sheba, Tel Esdar. Par la suite, certaines grandes bourgades seront fortifiées. Au Bronze moyen, on trouve déjà d'imposantes fortifications sur certains sites : Silo par exemple (voir ci-après).
Cette population utilise de nombreux silos, des citernes et des terrassements agricoles font leur apparition, montrant l'évolution agraire accompagnant la sédentarisation.
La question se pose de la continuité de cette période avec la suivante, le Fer II (à partir d'environ -1000). De tous les sites du Fer I, seuls cinq présentent une activité continue du Fer I au Fer II : Jérusalem, Béthel, Gibeon, Tell el-Ful et Tell er-Rumeideh. Cet abandon pourrait être dû à une stratégie économique et la peur des philistins ou correspondre à l'augmentation de la population urbaine de la Shéphélah et de villes côtières. En fait, la plupart des sites sont abandonnés à un moment, de façon temporaire ou définitive, mais d'autres sites se développent et on constate une évolution géographique de l'ensemble de la population des Israélites sur Canaan : voir les deux cartes de densité. Cette vague d'implantations se poursuit de façon continue au Fer IIA (lorsque se constituent les Royaumes d'Israël et de Juda) : on peut donc la qualifier d'israélite. La population sera alors mixte, constituée pour partie d'Israélites et pour partie de Cananéens.

### Traits caractéristiques
L'absence d'élevage et de consommation de porc reste le plus déterminant : contrairement à leurs voisins, les premiers Israélites n'élèvent pas de porc et ne mangent pas de viande de porc, ce qui permet à l'archéologie de les suivre à la trace, par l'analyse des déchets (os). Ce critère n'est cependant pas absolu. Selon Israël Finkelstein : « Il y a quelques années, cela était en effet interprété comme un marqueur de l'identité israélite. Pourtant, les récentes avancées de la recherche zoo-archéologique ont montré que la réalité était plus complexe : on a découvert en effet que les ossements de porc étaient également rares sur des sites du Fer I non israélites de l'intérieur des Basses Terres, ainsi que sur des sites ruraux du cœur du territoire philistin ». L'élevage impose des contraintes et les populations nomades, par exemple, privilégient l'élevage des chèvres et des moutons dont les troupeaux peuvent se déplacer rapidement.
À cette époque du Fer I, les installations sont très simples et il n'y a pas de monuments, ni de bâtiments publics, ni de fortifications. Elles ressemblent aux campements nomades en cercles, elles sont montrées dans le film de Thierry Ragobert La Bible dévoilée. Les révélations de l'archéologie. Les sépultures sont rudimentaires.
Les poteries sont simplistes et très utilitaristes et continuent le style de l'âge du bronze. Un type de poterie est typiquement associé à ces sites, ce sont les jarres à colliers, ou pithoi. Ces poteries se différencient de celle des voisins directs (Cananéens puis Philistins) par l'absence de décoration et un style simpliste, qui selon Avraham Faust, reflète une dimension égalitariste et peut-être des recommandations religieuses.
La maison à quatre pièces est adoptée par les Israélites. Depuis leur sédentarisation vers -1200 jusqu'à la conquête assyrienne en 586 av. J.C., c'est un élément caractéristique de cette population, qui va être décliné en plusieurs types de bâtiments, habitations, tombe, temple, Bâtiment tripartite à piliers. Cependant, cet élément, à l'époque, ne semble pas être exclusif des Israélites, car on le retrouve dans des strates philistines. Il semble prendre origine au Bronze Récent et une construction similaire est même retrouvée au Bronze Moyen.
Pour résumer, il s'agit d'une population sédentaire non urbaine répartie en petites communautés d'une douzaine de personnes formant une société égalitaire essayant de vivre dans les conditions difficiles des forêts montagnardes et des régions semi-arides. Pour Amihai Mazar, la structure socio-économique de cette population correspond à ce que décrivent les textes bibliques de la période des Juges.

### Lieux de culte
Aussi bien sur les sites cananéens à l'Âge du bronze que sur des sites de l'époque israélite à l'Âge du fer, au nord comme au sud, quelques objets de cultes divers ont été dégagés : des déesses de la fertilité, des compagnes de Dieu (culte de la déesse Ashera) et des représentations animales des divinités. Selon Israël Finkelstein : en raison de la grande pauvreté des données archéologiques sur ce sujet, les pratiques religieuses de ces populations nous restent inconnues pour l’essentiel. Selon Amihai Mazar, qui en a retrouvé un bel exemplaire venant des collines du nord, « le taureau est le symbole de Baal, le principal dieu cananéen, et de El, le maître des dieux dans le panthéon cananéen ». Les premières traces archéologiques du culte de YHWH apparaîtront avec l'écriture, beaucoup plus tard. Il en ressort que ces populations n'avaient pas de religion différente des autres peuples de Canaan.

### Identification des premiers israélites, stèle de Mérenptah
Plusieurs points permettent d'associer cette population qui se sédentarise aux Israélites. D'abord la stèle du pharaon Mérenptah (voir ci-dessous) qui atteste la présence d'un peuple nommé Israël en Canaan. Ensuite, la culture de ce peuple, l’alimentation, l'absence de consommation de porc, qui la distingue nettement de ses voisins, et la religion (les lieux de cultes), sont des traits qui semblent fédérer cette population et évoquent les traditions bibliques du futur royaume d'Israël.
Plus tard, d'autres traits culturels, comme l'habitat (la maison à quatre pièces), s'ils ne sont pas propres à cette population et se retrouvent ailleurs dans l'orient ancien, entreront néanmoins dans les habitudes de ce peuple qui se les appropriera.
La stèle du pharaon Mérenptah, datée de 1207 av. J.C., cite le pays de Canaan et la population nommée Israël parmi les vaincus. C'est la seule fois que ce nom apparaît en Égypte à cette époque. L'inscription précise, par le déterminatif (bâton, suivi d'un homme et d'une femme assis avec les trois traits du pluriel), qu'Israël désigne des hommes et des femmes qui n'habitent pas dans une ville, autrement dit un groupe nomade ou semi-nomade, et non pas un peuple au sens usuel du terme, dont les noms dans la liste qui précède sur la stèle reçoivent le déterminatif de ville étrangère (le bâton suivi de trois montagnes).
| i | i | z · Z1s · Z1s · r | i | A | r · Z1 | T14 | A1 · B1 · Z2s |

| i | i | z · Z1s · Z1s · r | i | A | r · Z1 | T14 | A1 · B1 · Z2s |

| f · k · t | G36 |

| f · k · t | G36 |

| f · k · t | G36 |

| f · k · t | G36 |

| b · n |

| b · n |

| O1 · r · t |

| O1 · r · t |

Israël est, selon Michael G. Hasel, reconnu et nommé comme un peuple distinct avant sa sédentarisation au début de l'âge du fer : la stèle de Mérenptah indique une population nomade, tout au moins une population qui n'est pas liée à un État ou une cité-État, habitant la région environ un demi-siècle avant la sédentarisation constatée.
Il y a donc une corrélation entre l'évidence archéologique d'une origine nomade des premiers Israélites avec un texte de d'époque, la stèle de Mérenptah, qui atteste une organisation tribale développée à la toute fin du Bronze Récent. Comme ces populations occupent les hautes terres du Fer I deviendront l'Israël du Xe siècle, il y a donc une continuité de population et il n'est pas utile de parler de proto-israélites comme le fait W. Dever.
Franck J. Yurco identifie le mur occidental de la cour de la cachette à Karnak avec la stèle de Mérenptah. Le sceau attribuant l'ensemble mural à Ramsès II semble avoir été une usurpation tardive. Il identifie l'Israël de la stèle avec une fresque dont il ne reste qu'une partie montrant une bataille contre des Cananéens dans des collines. Anson Rainey identifie plutôt Israël avec une fresque montrant des prisonniers shasous,.

### Évolution des méthodes archéologiques
Israël Finkelstein a été le premier à effectuer des regional surveys, c’est-à-dire à pratiquer une méthode statistique qui a permis cette découverte : toute une équipe a effectué un ramassage de tous les débris de matériaux liés à la présence humaine, lors d’un ratissage systématique de toute la région des hautes terres, à partir de 1990. Chaque débris, daté, a fourni un point sur la carte correspondant à cette date. L’ensemble de toutes ces cartes a, par l’accumulation des résultats, permis de localiser petit à petit les premières présences humaines sur les Hautes Terres. Des fouilles locales ont, finalement, permis de mettre au jour les murs des enclos, les restes des habitations et des citernes creusées dans le roc, sur le site de Silo. Vers -1000, la population sédentarisée est estimée à 40 000 habitants répartis sur 230 sites dans la moitié nord, pour 5 000 habitants répartis sur vingt sites dans la moitié sud. L’étude fine de la croissance de cette population au cours du temps montre que la sédentarisation est progressive et très régulière sur toute la durée du Fer I au Fer IIA.
Cette méthode et ses premiers résultats ont été décrits en 1988 dans le livre de Finkelstein, The Archaeology of the Israelite settlement, et ont été présentés dans un film.
Les couches archéologiques sont nommées d'après la typologie des artefacts que chacune contient : « Bronze », « Fer », avec des sous-niveaux. Une typologie donnée peut, selon l'endroit, voir sa date varier, selon la façon dont jouent les influences culturelles. Dater une couche se fait donc localement. Pour ce faire, toute une série de techniques peuvent être utilisées, notamment la datation par le carbone 14 (à partir d'un noyau d'olive ou d'un résidu de bois carbonisé). Les strates se définissent à partir de la continuité géologique du terrain, des strates plus récentes recouvrant en général des strates plus anciennes (elles sont numérotées en chiffres romains). Creuser un silo ou une fosse rompt la continuité de la stratification et du matériel de remblai n'est pas relié à une strate, ce qui en complique l'identification.
Le drame principal pour l'archéologue est qu'il détruit là où il creuse. Les fouilles menées au milieu du siècle dernier ont irrémédiablement détruit toute possibilité de datation au carbone 14. Les archéologues sont conscients des progrès très rapides des technologies, de plus en plus performantes. Ils laissent désormais le plus possible de terrain non fouillé, afin que les générations futures puissent en tirer un savoir qu'eux-mêmes ne peuvent obtenir.

## Principaux sites archéologiques au FerI
Les données archéologiques ci-dessous sont, pour la plupart, tirées du livre The Archaeology of the Israelite Settlement.

### Quelques sites d'intérêt particulier

#### Silo
À la suite d'autres fouilles (en 1926-1932 puis en 1963), Israël Finkelstein effectue quatre saisons de fouilles sur le terrain (de 1981 à 1984),,. Une source d'eau importante est située à 900 m au nord-est du tell. Le site est situé au fond d'une vallée fertile orientée au nord.
Silo, qui a été détruit à la fin du Bronze moyen, est utilisé au Bronze récent comme un lieu de culte par la population nomade des hautes terres,. Un os de porc seulement(0,7 %) y est retrouvé à cette époque. D’importantes fortifications datant du Bronze moyen, sont mises au jour, d’une épaisseur variant de trois à cinq mètres, avec des parties retrouvées s’élevant jusqu’à huit mètres de haut. Le site est détruit à la fin du Bronze moyen, il est inoccupé au Bronze récent mais sert probablement de lieu de culte isolé, des offrandes étant apportées depuis les localités environnantes.
Au Fer I, aucune structure cultuelle n'a été retrouvée, cependant une grande partie du site de cette époque n'a pas encore été fouillée. Selon Israël Finkelstein, « Les trouvailles ne révèlent pas de traces patentes de l'existence d'un lieu de culte majeur à Silo. Aucun vestige archéologique de sanctuaire n’a jamais été mis au jour sur le site. Idem pour les artefacts. […] Sur toute l'étendue du site, seuls quelques fragments d'un unique support d'offrandes et quelques tessons de deux vaisselles qui peuvent avoir eu une fonction cultuelle ont été collectés. On s'attendrait pourtant à trouver ce type d'évidences sur tout site du Fer I localisé dans les Hautes Terres. Nulle favissa (fosse remplie de vaisselle de culte) comme celle découverte dans les strates du Bronze récent de ce site, nulle collection de vaisselles de culte comme dans les couches du début du Fer II à Megiddo et à Tanak. L'assemblage archéo-zoologique de la phase du Fer I à Silo fournit lui aussi une évidence in absentia. Rien dans cet assemblage n'indique des procédures sacrificielles, comme la préférence pour certaines espèces, ou pour un âge particulier au moment de l'abattage, ou le fait de privilégier des parties spécifiques du corps de l'animal abattu. Tout au contraire, l'assemblage archéo-zoologique de Silo est très semblable aux assemblages typiques des sites du Fer I au Levant ». Cette absence de structure cultuelle (sanctuaire ou autel) au Fer I (contrairement au Bronze ancien ou au Bronze récent) est d'ailleurs générale, commune à tous les sites des Hautes Terres, ce qu'Israël Finkelstein a souligné dès le début : « Les villages ne possédaient pas d'autel ni de sanctuaire ; aussi leurs croyances religieuses nous sont elles inconnues. Dans un seul cas, sur un site minuscule, sis au sommet d'un mont, dans les régions montagneuses du Nord, les fouilles entreprises par Amihai Mazar, de l'université hébraïque de Jérusalem, ont mis au jour une figurine de bronze représentant un taureau, ce qui semble indiquer la vénération de quelque divinité cananéenne. Sur un autre site, le mont Ébal, Adam Zertal, de l'université d'Haïfa, découvrit une structure de pierre insolite qu'il a identifiée à un autel israélite primitif, mais la fonction précise de ce site et de ses murs de clôture reste controversée. » Les tombes sont très simples et les morts sont enterrés sans offrandes mortuaires.
Silo appartient au groupe des grands sites du Fer I dans les Hautes Terres, mais sa taille — à peine plus d'un hectare — n'a rien d'exceptionnel. On observe une concentration de sites dans la région environnante (voir carte), des vallées fertiles favorables à l’agriculture, avec des pâturages à l’est et des terrasses à l’ouest consacrées à la viticulture et à l’oléiculture. Les fouilles (Israël Finkelstein 1981-1984) montrent l’existence, au Fer I, de structures de stockage (des silos et des complexes édifices à piliers, sans aucun reste d'habitations sur tout le site). Les céramiques relativement abondantes retrouvées dans les édifices à piliers, principalement des jarres de stockage, ont été fabriquées dans des ateliers proches (Sichem, voir carte, et Wadi Farah, au nord-est de Sichem) à l’exception des pitoï à collier (jarres géantes pour conserver l’huile, le grain, le vin ou d’autres produits) manufacturées plus au nord (nécessairement dans des ateliers spécialisés). Plusieurs pierres à moudre le grain ont été retrouvées. Par l'absence de maisons d'habitation, Silo n'apparaît pas comme un site typique des Hautes Terres au Fer I. Silo, seul site du Fer I des Hautes Terres comportant des vestiges d’édifices publics, apparaît donc comme un centre de redistribution probable.
Le site est déserté après sa violente destruction au Fer I, dans la seconde moitié du XIe siècle (datation au carbone 14 des graines carbonisées).

#### Izbet Sartah
Le site a fait, de 1976 à 1978, l'objet de fouilles approfondies par Moshe Kochavi et Israël Finkelstein (université de Tel Aviv), expédition sponsorisée par l'université Bar-Ilan.
Le site est un des rares où le développement ultérieur des habitations n'a pas fait disparaître les restes de l'implantation initiale. Ce premier habitat est ovale, une série de pièces entourant une grande cour intérieure. Il est constitué d’une ceinture elliptique de pièces (22 à 24 pièces, sur 750 m2, périmètre extérieur 135 à 140 m) entourant la cour intérieure (1 450 m2). Le mur externe n’est pas uniforme ni égal car il a été obtenu en reliant entre eux les murs externes des pièces, dont la largeur est variable. Les pièces sont du type casemate (fortifiées), elles ouvrent sur la cour et ne communiquent pas entre elles. Des restes de huit pièces ont été retrouvés, ainsi que l'entrée. Cette disposition est bien adaptée à l'hébergement d'un troupeau de chèvres et de moutons dans la cour intérieure. Les fouilles ont mis au jour quelques silos, des lames de faucilles et des meules de pierre, signature d'une faible activité agricole. Ce plan reprend celui des campements bédouins : le mode de vie nomade s'accommode de l'élevage de chèvres et de moutons, aptes à se déplacer rapidement, et ne s'accommode pas de l'élevage d'autres animaux moins aptes à se déplacer tels que les bovins.
De telles structures (cour entourée ovale d'une ceinture de pièces) ont été retrouvées dans des couches archéologiques du Fer I à Orvat ‘Avot, Khirbet el-Tina, dans le désert de Judée, dans les Hautes Terres du Neguev, à Beer-Sheba et à Tel Esdar. Comme à Izbet Sartah, un peu d'outillage a été mis au jour, mais, il faut le souligner, aucune arme : ces semi-nomades sédentarisés n'étaient pas du tout organisés pour constituer une armée. Postérieurement, on trouve des structures similaires mais dans lesquelles la ceinture est constituée de maisons à piliers comprenant trois ou quatre pièces (Ai, Beer-Sheba strate VII).
Dans une seconde phase, l'habitat est sous forme de petites maisons à piliers, séparées mais proches les unes des autres, l'espace étant entrecoupé de silos à grains. Baruch Rosen, par l'analyse détaillée des éléments recueillis lors des fouilles, estime la population à une centaine d'habitants, sur 350 hectares de terre, dont un peu plus de la moitié sont cultivées, le reste servant à l'élevage. Compte tenu des techniques en usage, la production annuelle peut monter à 43 tonnes de blé et 21 tonnes d'orge. Les labours nécessitent l'utilisation d'environ 40 bœufs. L'élevage représente un troupeau d'environ 300 chèvres et moutons.

#### Tel Mazos
Tel Mazos est le site le plus important de la vallée de Beer-Sheva. Il a été fouillé en quatre saisons de 1972 à 1979. Au Bronze Récent, le site est inoccupé. Au Fer I, trois strates ont été caractérisées, avec des sous-divisions. La strate IIIB se caractérise par des foyers, quelques silos, des fours, ainsi que des sols en terre battue ayant pu servir pour des tentes ou des huttes. La céramique y est de tradition cananéenne du sud (aucune poterie philipine). Dans la strate IIIA quelques structures ont été bâties, dont le prototype de la maison à quatre pièces à piliers. La strate II marque l’apogée du site. Il faut noter la continuité culturelle et ethnique au passage des strates III (de la fin du XIIIe siècle au milieu du XIIe siècle) à la strate II (du milieu du XIIe siècle au milieu du XIe siècle). Dans ces dernières sont mis au jour, pour la première fois, des bâtiments publics et des maisons à quatre pièces. Le centre est entouré d’une ceinture continue de maisons qui ne laissent aucun intervalle entre elles, une sur deux un peu en avant et l’autre un peu en arrière, créant ainsi une sorte de ligne de défense. Quelques structures existent à l’intérieur de cette ceinture et quelques autres sont situées à l’extérieur. Dans plusieurs structures, une influence de l’architecture égyptienne et cananéenne des plaines côtières du sud est perceptible. Tel Mazos permet de contrôler la route du sud, qui passe par la vallée de Beersheba. La strate II a livré une riche moisson de céramiques, dont des poteries médianites et philistines, des récipients de style côtier et une tête de lion en ivoire de style cananéen. Tout ceci signe une activité commerciale prospère et des connexions fortes avec l’Arabie du sud et la plaine côtière. Dans la strate I (vers la fin du XIe siècle jusqu’au Xe siècle), le plan change, une sorte de citadelle est érigée, la ceinture continue de maisons disparaît, quelques constructions restent inchangées tandis que d’autres disparaissent pour laisser place à des silos et à des voies pavées.
Les principales caractéristiques de Tel Mazos diffèrent fortement de celles des implantations israélites des Hautes Terres. Elles diffèrent tout aussi fortement des implantations israélites dans la vallée elle-même. Du XIIe au XIe siècle, il s'agit d'un cas exceptionnel. Cependant, dans la population mélangée de ce site, on ne peut pas exclure qu'il se soit trouvé quelques familles d'Israélites.

#### Aï
Le site est fouillé lors de sept campagnes entre 1964 et 1972. Aï est une grande cité au Bronze ancien. Le site est inoccupé depuis -2400 jusqu’au début du Fer I (ce qui contredit totalement le récit biblique). Un groupe de constructions du Fer I, n’ayant pas été recouvertes postérieurement, a été découvert : les données archéologiques qu’elles fournissent sont donc d’une grande importance. Il s’agit d’une structure jointive de constructions à piliers de trois à quatre pièces, la façade arrière des grandes pièces constituant une sorte de mur de défense à casemates, l’accès aux maisons se faisant exclusivement par la façade intérieure. Le village du Fer I ne couvre qu’une superficie dix fois inférieure à celle du Bronze ancien. Une vingtaine de groupes de maisons à piliers a été mise au jour. Le site est abandonné au milieu du XIe siècle.

#### Giloh
Découvert lors de la prospection de 1968, le site a été fouillé en 1978-1979 par Amihai Mazar : il est situé en haut d'une crête rocheuse, peu accessible, exposé au vent, éloigné de tout point d'eau permanent et il manque de sol cultivable. Il n'a été occupé que dans une courte période au Fer I (hormis une tour du Fer II implantée dans une autre partie du site) : les données archéologiques qu'on en tire sont donc assez claires et Amihai Mazar l'a daté du début du XIIe siècle. Les restes d'une grande cour avec un long mur de grosses pierres sont interprétés comme ceux d'une bergerie. Côté nord, une maison ressemble à une maison à quatre pièces, des piliers ont été utilisés dans la construction. Des murs de fortifications ont été mis au jour. Au nord-est, il s'agit de deux murs parallèles de bonne facture, distants de 2,5 m, le mur extérieur ayant une épaisseur de 1 m et le mur intérieur de 1,80 m. Les traces repérées lors de la prospection conduisent, à l'est, à une section différente formée d'un mur unique de 1,5 m d'épaisseur et, parallèlement, à l'intérieur, le mur extérieur d'une maison a été mis au jour. L'ensemble a été interprété comme un système de défense bâti, par section, par plusieurs groupes d'habitants, chaque famille ayant sa maison et une large cour pour les troupeaux. La céramique mise au jour n'est pas très abondante, elle est dispersée, mais elle est très variée et donne une information précieuse sur les pourcentages : 27 % de pots pour la cuisson, 34 % de jarres de stockage (dont des pithoï à collier faits à partir de l'argile locale, ce qui est paradoxal car leur facture demande un savoir-faire élaboré), 17 % d'autres jarres, des bols, des cratères, des cruches et des petits cruchons.

#### Tell el-Far'ah (Tirzah)
Roland de Vaux a fouillé le site entre 1946 et 1960. Des scarabées commémoratifs égyptiens ont été retrouvés datant du Bronze moyen (-2000, -1550), trois seulement datant du Bronze récent (-1550, -1200). Il n'y a pas d'évidence d'une couche datant du Fer I (-1200, -1000). Au Fer IIA, où Tirça a servi de capitale au Royaume d'Israël avant la fondation de Samarie, aucun témoignage d'architecture monumentale n'a été retrouvé. Cependant, un nombre relativement élevé de sceaux datés du Fer I récent-Fer IIA ancien ont été mis au jour dans cette même strate, ce qui permet de supposer l'existence d'un appareil bureaucratique. Des pitoï à collier (jarres de stockage) ont aussi été retrouvées.

### D'autres sites

#### Dan
Au Bronze moyen, Dan est une importante cité fortifiée. Datant du Bronze récent, seules des tombes ont été retrouvées, riches en récipients mycéniens. Au Fer I, des silos et des fosses de stockage ont été retrouvés : 25 dans la partie sud, et, dans la partie est, une fosse particulièrement intéressante contenant 29 récipients entiers dont des pitoï du style de Tyr ainsi que des cratères à plusieurs anses.

#### Hazor
Cité très importante à l'Âge du bronze, Hazor (ou Haçor) est entièrement détruite dans la seconde moitié du XIIIe siècle. Le site est inoccupé pendant 150 à 200 ans. Un petit village s'installe au cœur des ruines, au milieu du Fer I, sans fortifications, sans aucun bâtiment public ni aucun bâtiment véritable, avec seulement les fondations de huttes et de tentes, ainsi que des fosses de stockage. Dans beaucoup de ces fosses, on a trouvé une grande quantité de poteries et l'une d'entre elles a reçu des dépôts votifs.

#### Le mont Ebal
Le mont Ebal est un site qui daterait au moins du XIIIe siècle (deux scarabées commémoratifs égyptiens de Ramsès II ou Ramsès III ont été retrouvés). On a mis au jour une construction rectangulaire de pierre (7 × 9 m), sans porte, les murs de 1,5 m d'épaisseur ayant été préservés jusqu'à 1 m de hauteur. À l'intérieur, on a retrouvé des restes d'animaux brulés, uniquement des moutons, des chèvres, des bœufs et des daims. La structure est considérée par Adam Zertal comme un autel, ou du moins un lieu de culte, dans lequel sont faites des offrandes. Sur le site, trente-quatre pierres à moudre le grain ont été retrouvées, ce qui signe une activité agricole.

#### Sichem
Sichem, la plus grande cité de la partie nord des collines centrales depuis le Bronze moyen au Fer I, est abondamment mentionnée dans des sources historiques (notamment Lettres d'Amarna). Elle est détruite au Bronze récent mais immédiatement reconstruite et réoccupée. Elle est alors moins peuplée, mais les implantations du Fer I s’y observent sans destruction ni révolution dans la culture archéologique. Les fouilles ayant été menées avec les techniques de l’époque (sans datation au carbone 14) et le rapport final n’ayant pas été publié, aucune culture matérielle précise de l’époque du Fer I n’est clairement mise au jour.

#### Béthel
Béthel est l’un des plus importants sites des collines centrales. Il a été fouillé plusieurs fois entre les années 1934 et 1960.
Au Bronze moyen, Béthel est une grande cité fortifiée. Elle est détruite vers -1240 ou -1235.
Au Fer I, la culture que l’archéologie met au jour est radicalement différente, mais l’occupation du site est très faible. La cité est détruite plusieurs fois, et reconstruite. De la fin du Xe siècle, datent des constructions à rangées de piliers, puis Béthel devient une cité importante. L’histoire de l’occupation au Fer I est difficile à établir à cause de l’absence de datation au carbone 14 (ancienneté des techniques de fouille) et à cause de l’empiètement de la ville moderne sur le site.

#### Khirbet Raddana
Plusieurs campagnes de fouilles ont été menées, de 1971 à 1981, avec les techniques de l’époque (sans datation au carbone 14). Le site, recouvrant une seule période, date du Fer I, peut-être du milieu du XIIe siècle selon le style des maisons à piliers mises au jour par les fouilles. L’implantation est constituée de cinq ou six groupes de structures, chacune comportant deux ou trois maisons à piliers autour d’une cour centrale. Le site est détruit, probablement vers le milieu du XIe siècle.

#### Khirbet ed-Dawara
Le site a été fouillé en 1985-1986 (par Finkelstein). C’est un site d’une seule période et d’une seule phase architecturale, fondé dans la seconde moitié du XIe siècle et abandonné à la fin du Xe siècle. Il était entouré d’un solide mur de deux à trois mètres d’épaisseur, constitué de grosses pierres, effondré mais visible dès avant les fouilles. Trois maisons à quatre pièces ont été mises au jour dans la partie ouest, construites avec des piliers monolithiques : deux sont perpendiculaires au mur, la troisième lui est parallèle et s’intercale entre les deux premières. Le tout forme des casemates adjacentes au mur. Une autre maison à quatre pièces a été mise au jour dans la partie nord-est, perpendiculaire au mur. Le socle rocheux affleurant dans tout le centre du site, il n’est pas possible de déterminer le plan de la partie centrale du site.

#### Gibeon
La stratigraphie du site est tellement confuse qu'il est pratiquement impossible de tirer des données claires et datées.

#### Tell el-Fül (Gibeah)
Le site a d'abord été fouillé par Albright en 1922 et 1933. Des forteresses ont été mises au jour, mais leur repérage a été imprécis et leur contour ainsi que leur nombre ont été controversés. Des casemates ont aussi été trouvées. Une nouvelle fouille a été effectuée en 1964 dans le but de clarifier la situation, mais elle a abouti à diverses analyses. Du fait des interventions successives, en dépit de la taille modeste du site et en dépit de fouilles intensives sur une longue période, il n'est pas possible de déterminer d'une façon fiable la chronologie de ces fortifications. Les poteries recueillies lors des fouilles, qui ont été ramassées en divers endroits dans les forteresses, ont malheureusement été mélangées. La stratigraphie, au lieu d’être repérée à partir du sol, a été repérée à partir des connexions entre les murs : elle repère les constructions au lieu de repérer la chronologie. Enfin, la publication des fouilles a été approximative dans les dessins. En dépit de l’importance du site pour l’histoire et pour la géographie, les questions importantes qui se posent sur la région demeurent sans réponse.

#### Tell Beit Mirsim
Le site a été fouillé de 1926 à 1932 avec les techniques de l’époque. Toute possibilité de datation par le carbone 14 étant désormais détruite, les datations proposées ne reposent que sur la typologie de fragments de poteries, dont certaines avec des caractéristiques dites philistines, qui ont été trouvées dans des silos. Or des poteries ne renseignent sur ceux qui s’en servent qu’à condition qu’elles soient utilisées, donc entières. La typologie de déchets jetés parce qu’ils ne servent à rien ne peut donner qu’une date à laquelle ils ont été fabriqués pour servir, pas une date à laquelle ils ne servent à rien. De plus, creuser une cavité rompt la stratigraphie et le matériau de remblai n’est pas rattaché à une strate. Enfin, quand des silos se recoupent, il est difficile de savoir lequel est antérieur, et, quand un silo est coupé par un mur, il est difficile de savoir si le mur a coupé le silo ou si le silo a été creusé adossé au mur (comme c’est souvent le cas). En bref, la fouille d’un silo et sa datation ne renseigne de façon fiable que si elle est menée avec les plus grandes précautions. Au lieu de l’époque des Philistins, proposée tout d’abord, le site concerne plus probablement la fin du XIIIe siècle ou le début du XIIe siècle, donc la tradition du Bronze récent cananéen.

#### Hébron (Jebel Rumeideh)
Le site a été fouillé en 1964-1966, puis vers 1988. Datant du Bronze moyen, un grand mur de fortifications a été mis au jour. Datant du Bronze récent, des tombes ont été trouvées. Datant du Fer I, quelques traces subsistent, mais elles ont été perturbées par une activité au Fer II et par une seconde plus tardive (notamment vers -700, où des sceaux dits LMLK ont été mis au jour).

#### Beersheba
Dans la strate VII datant de la fin du XIe siècle, les fouilles ont mis au jour une structure elliptique en casemates semblable à celle d'Izbet Sartah. Les pièces mesurent de 1,25 m à 1,75 m de large sur 9 m à 12 m de long environ, avec un mur extérieur de 1 m d'épaisseur. On estime à dix-huit leur nombre total, dont on n'a retrouvé que les traces de cinq. L'entrée, de 1,5 m de large, est un passage aménagé entre deux casemates. On estime la superficie de la cour à 900 m2. Comme pour Izbet Sartah, une telle structure est bien adaptée à une activité d'élevage parallèlement à une activité agricole.

#### Sites en forme de pied
À partir du XIIIe siècle apparaissent également, selon Adam Zertal, des Sites en forme de pied dans la région des hautes terres. Ces sites sont formés d'un enclos en forme de pied entouré d'un chemin de pierre,. Cinq de ces sites ont été trouvés entre 1990 et 2008, dont Bedhat esh-Sha'ab. L'un d'entre eux sera en usage jusqu'au VIIIe siècle. Le pied est en Égypte à l'époque et dans la Bible un symbole de possession territoriale. Pour Adam Zertal c'est un symbole de lien entre le peuple et le territoire et de présence de la déité. D'après lui, ces sites sont utilisés par la population des hautes terres comme des lieux de culte. « Regel », pied en hébreu, est aussi le mot utilisé pour « festival » et jours saints. Ainsi l'expression « aliya la-regel », « monter au pied », serait associée à ces sites de pèlerinage utilisés par les premiers Israélites, jusqu'à ce que Jérusalem soit instituée comme lieu d'un culte centralisé.

## Les différentes populations de Canaan au Bronze Récent (environ -1550 à -1200)

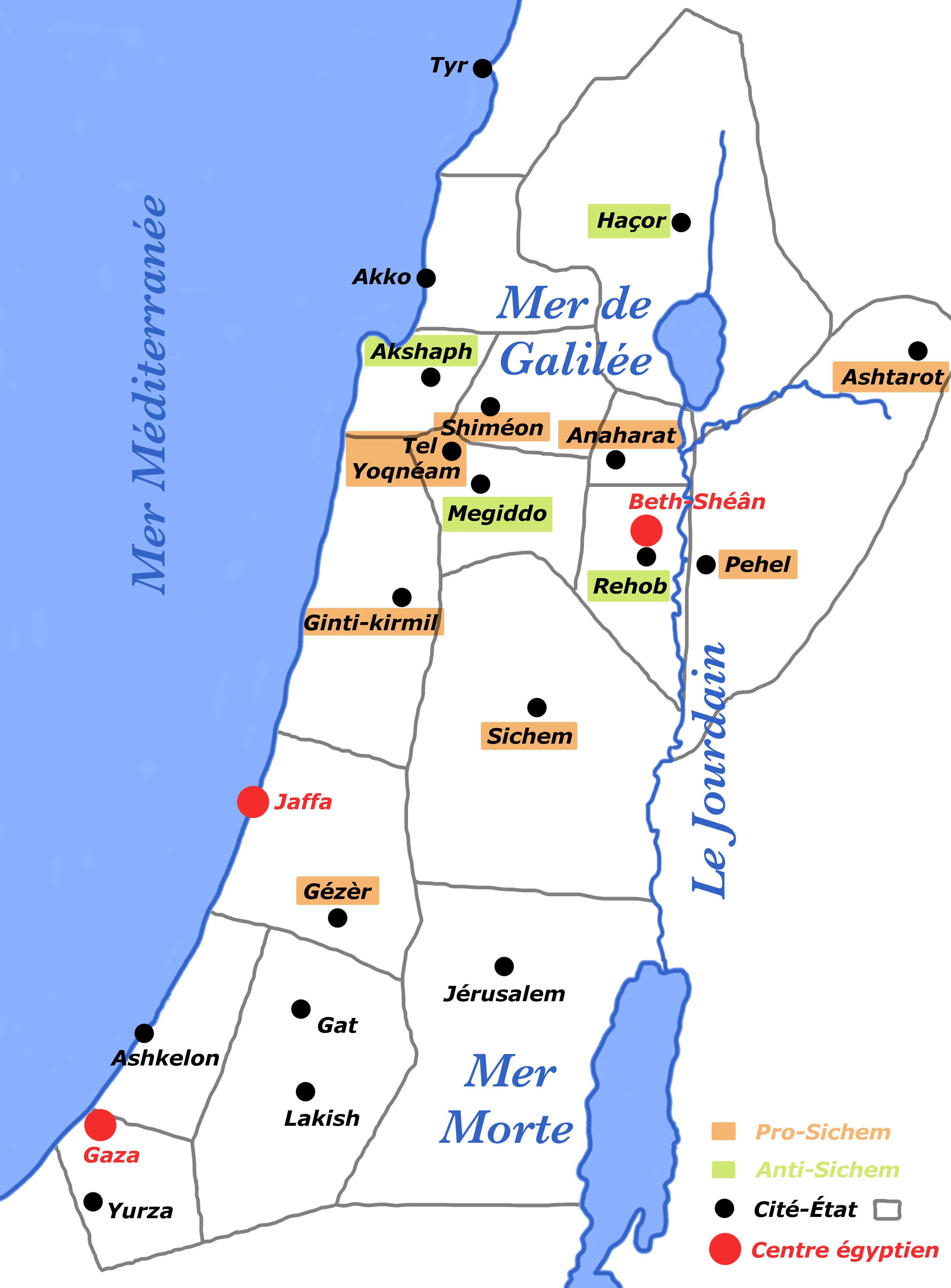
Carte de Canaan au Bronze récent, partie nord, établie à partir des Lettres d'Amarna, texte recoupé avec une étude pétrographique de l'argile (partie nord) et le résultat des fouilles archéologiques. Dessiné d'après (voir texte explicatif).

Les découvertes archéologiques décrivent la sédentarisation au Fer I (vers -1200) de groupes tribaux qui suivaient auparavant un mode de vie pastoral nomade ou semi-nomade,. Du fait de ce nomadisme, il n'y a pas d'évidences purement archéologiques de cette population préalablement à sa sédentarisation. Les populations nomades laissent peu, voire pas du tout de traces archéologiques, à moins d'être mentionnées dans des textes anciens. Au Bronze récent (environ -1550 à -1200), Amenhotep III (environ -1391 / -1390 à -1353 / -1352) puis Amenhotep IV (-1355/-1353 à -1338/-1337), qui exercent leur pouvoir sur Canaan, entretiennent avec les gouverneurs des cités-États de Canaan une abondante correspondance : ce courrier diplomatique provenant de Canaan constitue la majorité des Lettres d'Amarna, (c. -1391 à -1337). Il décrit de façon précise le rôle des Égyptiens, des Cananéens et des marginaux. Ces marginaux sont, selon, Ann E. Killebrew, « des ‘apiru et des shasou ». Les Apirou, notamment, sont mentionnés de multiples fois dans ces lettres. C'est donc toute l'organisation sociale à cette époque qui est décrite, et ce courrier a permis de reconstituer avec précision l’organisation du territoire. Pour ce faire, trois sources d’information ont été recoupées par l'équipe d'Israël Finkelstein : le contenu textuel des tablettes d'Amarna, la provenance géographique de l’argile dont chacune est constituée et les informations de terrain obtenues au moyen des fouilles archéologiques. L’analyse pétrographique détaillée pour la partie nord de Canaan a, en effet, permis de localiser géographiquement la provenance des lettres (du moins de celles fabriquées localement). Le recoupement des trois sources d’information permet de préciser le système des cités-États du nord de Canaan et de tracer, pour chacune sans trop d’incertitude, la frontière de leur zone d’influence. Trois garnisons maintiennent la présence égyptienne (voir carte). Il apparaît qu’à cette époque de nombreux troubles se produisent, que des marginaux ([notamment les Apirou) y contribuent, que l'Égypte est peu empressée à intervenir si loin des axes de communication, et que les cités-États du nord se partagent entre une coalition pro-Sichem (dont Labayou, roi de Sichem, est le chef) et une coalition anti-Sichem (voir carte).

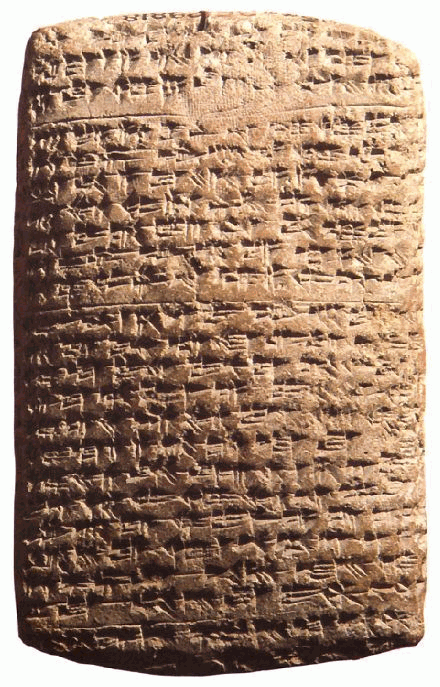
EA 161, lettre d'Aziru, leader d'Amurru (défendant son cas devant le pharaon), une des Lettres d'Amarna, écrites sur des tablettes d'argiles

Les Lettres d'Amarna donnent aussi un bon aperçu des relations entre Canaan, Amourrou et l'Égypte (voir illustration ci-contre). Certaines fois, elles semblent être a contrario de l'archéologie, ainsi les villes de Jérusalem et Lakish y sont décrites comme des villes importantes alors que les fouilles archéologiques ne mettent pas en évidence une ville importante à cette époque,. Sichem n'est, à l'époque, qu'une modeste bourgade, ce qui ne l'empêche pas d'étendre son influence sur un vaste territoire. Sur ce paradoxe, voir ci-après le paragraphe Entité archéologique de Sichem-Tirça. La présence de poteries dites late mycéennes IIIA à El-Amarna en Égypte et en Canaan, permet de dater les sites archéologiques et de déterminer quelles strates archéologiques correspondent à cette période historique.
À la fin du Bronze récent, loin des axes de communications, le territoire est organisé en « chefferies dimorphes », comme le qualifient les anthropologues. Israël Finkelstein précise : « Dans ce type d’organisation, une communauté unique se partage un vaste territoire sur lequel cohabitent deux activités économiques : l’agriculture et l’élevage. Les liens familiaux forment le socle d’un système politique au sein duquel villageois sédentaires et éleveurs nomades vivent plus ou moins sous l’autorité d’un même chef de clan, doté d’une forte personnalité, vivant, avec son entourage, dans une place forte centrale. »
La sédentarisation au Fer I provient nécessairement de populations présentes au Bronze récent (environ -1400 à -1200) dans la région : l'origine est locale. Certains lieux de culte du Bronze récent, comme Silo (voir ci-dessus) et Béthel sont utilisés par la population nomade des Hautes Terres au Bronze récent et expressément mentionnés dans la Bible comme lieu de culte des Israélites.
Parmi ces populations, on trouve la population nommée Israël sur la stèle de Mérenptah. D'autres populations nomades comme les Shasou et les Apirou ont souvent été évoquées, mais ce sont des termes qui déterminent un rôle social plus que des ethnies.

### Égyptiens
Les Égyptiens exercent une domination sur les cités-États de Canaan qui leur assurent des ressources et un soutien logistique. Ils maintiennent des garnisons à Gaza, Jaffa et Beït Shéan (voir carte ci-dessus). Ils sont plus ou moins présents selon les époques. Une partie de notre savoir sur le pays à cette époque provient de leurs stèles racontant leurs exploits et surtout des archives diplomatiques retrouvées à El Amarna.
Après la campagne du pharaon Ahmôsis Ier (~-1550) contre les Hyksôs à Sharouhen, il y a pendant 80 ans peu d'incursions égyptiennes en Canaan.
C'est le pharaon Thoutmôsis III (-1425) qui rétablit l'influence égyptienne sur les cités-États, notamment à la bataille de Megiddo dans laquelle il affronte une union de forces cananéennes. Il rétablit ainsi l'influence égyptienne sur Canaan et sur le sud de la Syrie. Son successeur le pharaon Amenhotep II mène deux campagnes en Canaan, le long de la voie Maris et dans le nord de la Galilée.
Les Lettres d'Amarna font état de nombreux troubles et du peu d'interventions de l'Égypte.
Puis les pharaons de la XIXe dynastie montrent à nouveau leur intérêt pour ce pays et la région plus au nord. Ils installent un contrôle plus marqué de l’Égypte sur le pays, qui continue avec la XXe dynastie. En effet la Palestine est pour eux le chemin obligatoire vers le nord. La stèle de Mérenptah (vers -1210) atteste la présence d'une population (des hommes et des femmes selon la stèle) appelée Israël en Canaan.

### Cananéens

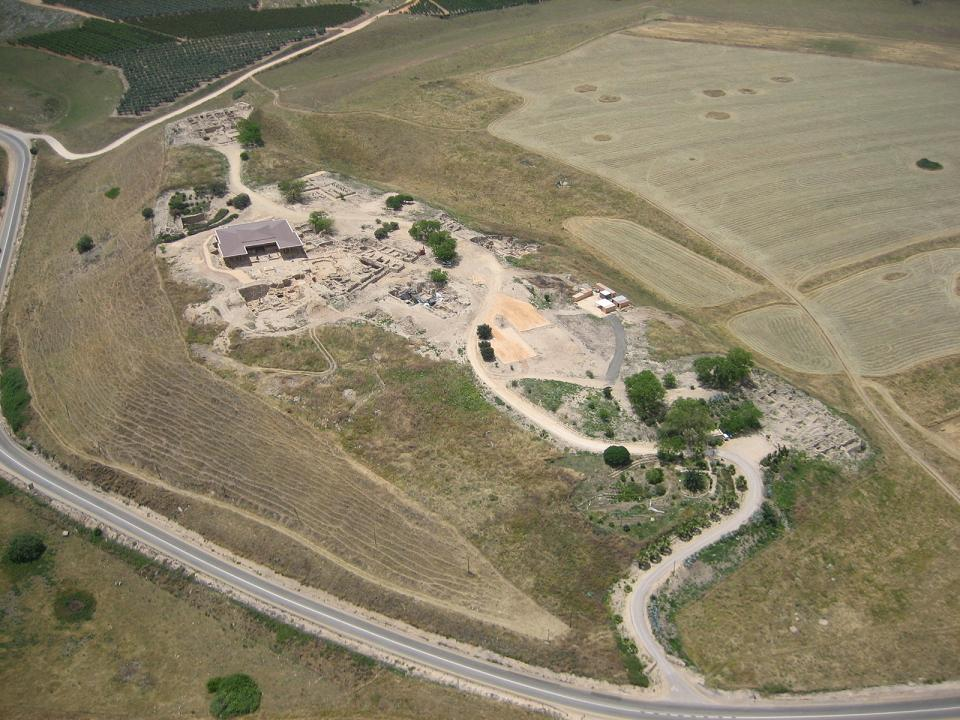
Vue aérienne de Hazor, la tête de ces royaumes dans le texte biblique, est la principale ville cananéenne

La civilisation cananéenne voit son apogée au Bronze Moyen II (-2000 à -1550). Elle est alors composée de puissantes cités-États, dont l'une des caractéristiques est d'être protégées de hauts remparts de terre. La plus importante de ces villes est indéniablement Hazor, mais l'on trouve aussi Acre, Megiddo, Jéricho, Tell el-Ajjul. Cette civilisation est marquée par un effondrement systémique à la fin du Bronze moyen, longtemps associée à l'expulsion des Hyksôs par les Égyptiens, et au Bronze récent (-1550 à -1200) elles occupent des surfaces plus réduites et ont perdu leurs remparts.
À Karnak, la liste des cent-dix-neuf cités-États battues par les égyptiens à Megiddo est la liste la plus détaillée que nous ayons de ces villes.
Cette époque est souvent une époque faste où les cités cananéennes vivent une grande prospérité, mais elle est aussi marquée par de nombreuses destructions.
Les Lettres d'Amarna ont permis de reconstituer avec précision l’organisation du territoire (voir carte ci-dessus).
Vers la fin du Bronze récent (c -1200 -1150), les plus grandes cités subissent des destructions violentes, qui marqueront la fin de leur époque cananéenne. Cette destruction est toujours suivie d'une période sans occupation, où l'on retrouve seulement pendant 100 ou 200 ans des traces d'occupation nomade. Ainsi en est-il de Hazor, Lakish, Dan, Megiddo. Ces villes seront habitées plus tard par des Israélites au Fer I : la population sera alors mixte, constituée pour partie d'Israélites et pour partie de Cananéens.

### Populations apirou
Le terme Apirou, Hapirou ou Habirou désigne principalement des marginaux, mercenaires plus ou moins brigands. Il y est fait abondamment mention dans les Lettres d'Amarna et ils sont plus ou moins présents selon les régions. On sait maintenant que les Apirou portent des noms d'origines ethniques variées : ils constituent donc un groupe socio-économique et non pas une ethnie. Des groupes d'Apirou ont travaillé en Égypte et, selon Olivier Rouault, « Le terme de Hapirou/Habirou, a fait couler beaucoup d'encre, en partie en raison de sa ressemblance avec le nom des Hébreux, avec lequel il semble finalement n'avoir aucun rapport ».

### Populations shasous

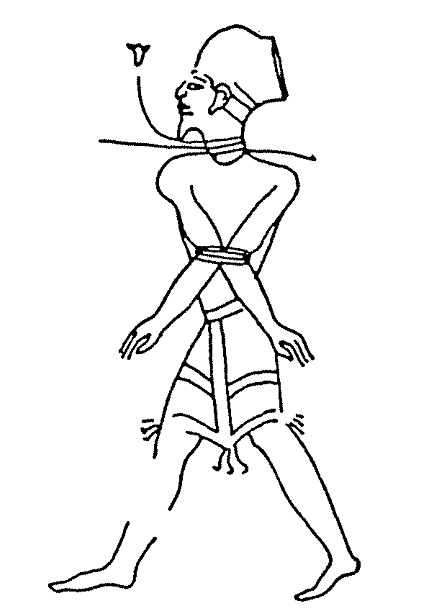
Prisonnier Shasou sur un bas-relief du temple de Ramsès III à Médinet Habou

Les Shasou sont des semi-nomades de Palestine et de Syrie appartenant à l'ethnie des Bédouins. Des groupes travaillent en Égypte et, après le règne de Ramsès III, le terme Shasou devient synonyme de Bédouin. Dans sa théorie de l'infiltration pacifique, Albrecht Alt assimile les Israélites aux Shasou, mais cette assimilation est aujourd'hui abandonnée par la plupart des archéologues[réf. nécessaire].
À partir du XVe siècle, le terme shasou apparaît dans les documents égyptiens. Pour R. Givéon le seul évènement pouvant expliquer l'apparition des Shasous à cette date est l'expulsion des Hyksôs (autour de -1550). « Shasou » en égyptien signifie « errer, traverser », et désigne des populations transhumantes, à la manière du terme arabe « bédouin ».
La première occurrence se trouve dans l'inscription biographique trouvée à El-Kab de l'amiral Ahmôsé qui raconte avoir fait des prisonniers Shasou en servant le pharaon Âakhéperenrê Thoutmôsis II, vers -1490. Les Shasous se trouvaient sur son chemin alors qu'il menait une expédition punitive vers le nord. Ces populations sont trouvées majoritairement dans le sud de la Palestine, et prennent une certaine importance puisqu'à l'époque d'Amenhotep II, ils représentent un nombre significatif de prisonniers, la moitié en nombre des Cananéens.
Ce terme de « shasous » paraît être associé à plusieurs peuples, les Égyptiens semblant identifier et nommer différents groupes de « shasous » comme, entre autres, les Shasous de Séir (Édom), les Shasous de Yhw (YHWH), les Shasous de Maât. Donald Redford estime que nous avons affaire à un groupe qui adorait le dieu d'Israël, ce qui l'amène à parler d'Israël naissant à propos des Shasous. De façon similaire Shmuel Ahituv parle des « adorateurs de Yahu, le dieu d'Israël ».
L'utilisation de ce terme semble disparaître vers le XIIe siècle.

## Évolution de la population israélite de la fin du FerIau début du FerIIA (vers -1000, jusque vers -900)

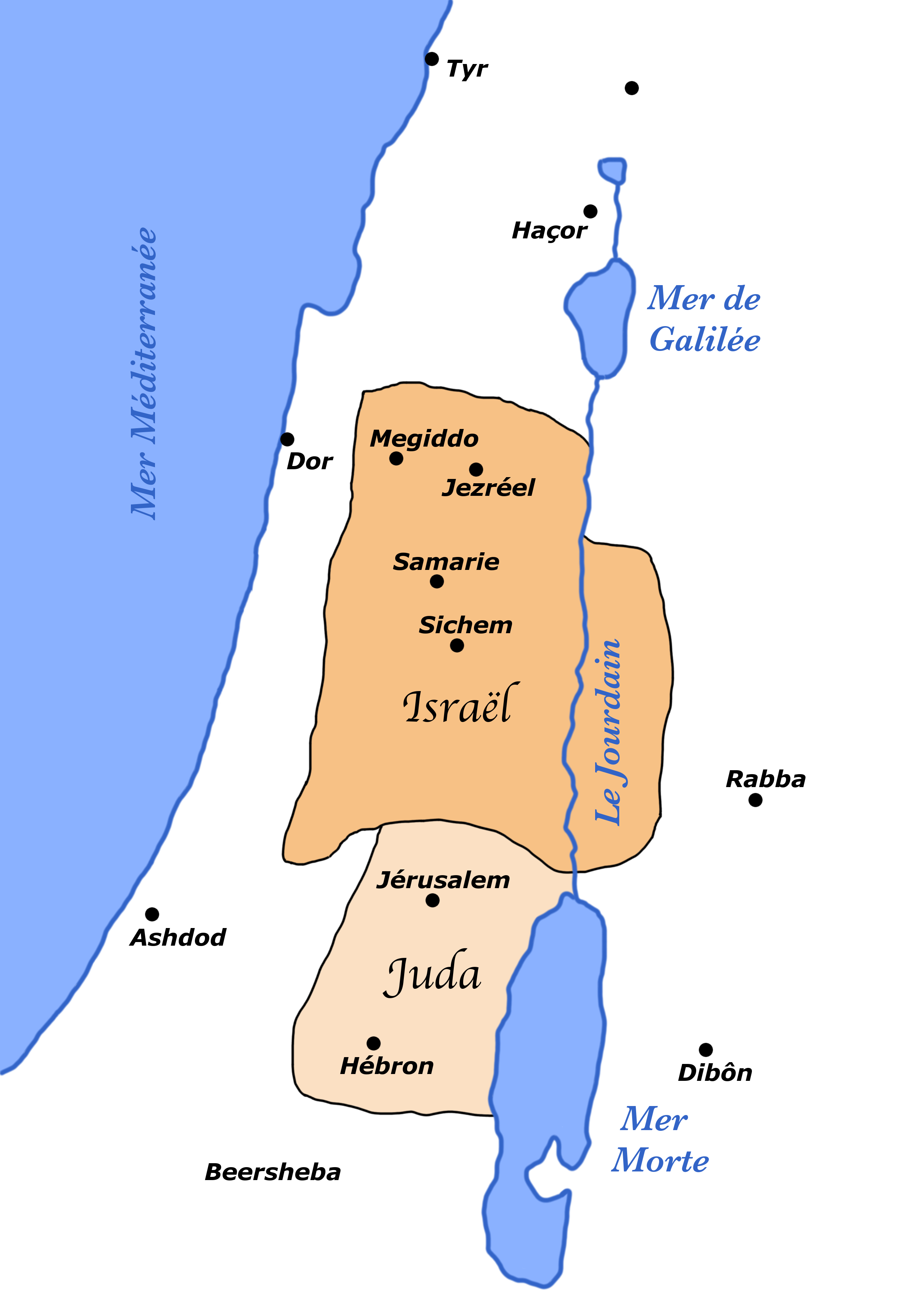
Carte du Royaume d’Israël avant l’époque des Omrides (densité élevée de population). Royaume de Juda (faible densité de population). Dessiné d’après.

C'est la possibilité de suivre de façon continue l'évolution de cette population depuis le début de la sédentarisation jusqu'à l'époque des Omrides, avec déplacements géographiques des régions de grande densité, qui permet d'affirmer qu'il s'agit bien de la population des Israélites dès le début.
Il reste encore une certaine incertitude sur les datations au carbone 14 dans cette période. On sait, en effet, que la densité de carbone 14 présent initialement dépend un peu de l'époque, ce qui conduit pour les datations fines à en tenir compte : c'est ce qu'on appelle la « calibration », ou l'« étalonnage ». Or, du fait de la présence à cette époque d'un palier dans la courbe d'étalonnage, la quantité de carbone 14 restante aujourd'hui dépend un peu moins de la date à laquelle l'échantillon (noyau d'olive, reste de bois brûlé etc., stade final du carbone organique) s'est constitué. La barre d'erreur sur cette date s'en trouve donc augmentée. Les dates indiquées ci-après sont à prendre avec cette incertitude. Les controverses passionnées qui ont eu lieu dans le passé entre certaines écoles d'archéologie en Israël sont en passe d'extinction, le carbone 14 n'étant pas, en lui-même, sensible aux biais idéologiques.

### Entité archéologique de Gabaôn-Béthel
La population israélite en Canaan, qui est particulièrement importante au début du Fer I dans la région de Silo, voit ensuite la principale concentration se déplacer plus au sud, dans la région de Gabaôn-Béthel, au nord de Jérusalem. Sur une superficie de 20 × 15 km se concentrent environ trente sites au Fer I. Les prospections ont passé la région au peigne fin et beaucoup de ces sites ont été fouillés : Gabaôn, Béthel, Tell en-Nasbeh (Miçpa), et-Tell (Aï), Khirbet Raddana, Tell ei-Ful, Khirbet ed-Dawwara. On constate un changement d'architecture, avec l'apparition de murs de fortification en casemates. À Khirbet ed-Dawwara, le mur de fortifications en casemates est imposant et des maisons à piliers lui sont adjacentes, utilisant éventuellement la casemate comme pièce d'habitation. Ce type d'architecture unifiée, avec des fortifications en casemates ou des murs ressemblant à des casemates, est unique à l'ouest du Jourdain pour cette période du Fer I. L'unité de cette architecture de défense suggère une coordination sur un projet défensif commun, autrement dit un début d'entité régionale de Gabaôn-Béthel, sans atteindre toutefois le stade d'une administration centralisée. Alors que, sur les Hautes Terres centrales, la plupart des sites du Fer I continuent à être occupés au Fer II, les sites de l'entité archéologique de Gabaôn-Béthel, dans leur ensemble, déclinent rapidement et sont désertés au Fer IIA. On sait que Sheshonq Ier a mené une campagne dans la région à cette époque, et que Gabaôn figure dans la liste des cités qu'il a attaquées.

### Entité archéologique de Sichem-Tirça
La population israélite en Canaan voit ensuite sa principale concentration se déplacer plus au nord, dans la région de Sichem-Tirça. Tell el-Far'ah (Tirzah, ou Tirça), est inoccupée au Fer I. À l'époque de transition du Fer I récent au Fer IIA ancien (de -950 environ jusque vers -900), elle n'est occupée que sur une étendue petite (un hectare dans la couche VIIa, secteur ouest, sur un monticule) et n'est pas fortifiée. Cependant, étant donné le nombre relativement élevé de sceaux qui ont été mis au jour (dans la couche VIIa, c'est-à-dire dans la période considérée), on peut y supposer l'existence d'un appareil bureaucratique. Tirça, présentée comme la capitale d'Israël à ses débuts dans le texte biblique, sert effectivement, semble-t-il, de capitale aux débuts du royaume des Omrides. Quant à l'étendue du territoire que cet appareil administratif contrôle (voir carte), un certain parallèle existe avec celui couvert par la coalition autour de Sichem à l'époque des Lettres d'Amarna, paradoxe mentionné ci-dessus à propos des Lettres d'Amarna. Dans les deux cas, il faut noter que le territoire contrôlé est vaste alors que, pourtant, il n'est gouverné qu'à partir d'une cité petite, sans aucune architecture monumentale, sans fortifications et sans centre administratif développé. Un tel système, paradoxal, n'est pourtant pas exceptionnel : il est même assez constant à cette époque (on le trouve notamment à Sichem au Bronze récent, et à Gabaôn ou Gibéa au Fer I récent). On peut y songer quant à l'organisation de Jérusalem, site dans lequel les fouilles n'ont mis au jour, pour cette époque, aucune architecture monumentale, aucune fortification d'importance, ni aucune trace d'appareil administratif. Puis l’influence de Tirça déclinera progressivement et sera remplacée par celle de Samarie, la cité d’Omri, avec une fonction administrative importante, un palais, une vaste esplanade et un grand mur en casemates. L'archéologie montrera alors l'organisation d'un État véritable, avec des constructions monumentales et une administration centralisée. Ce sujet est traité dans l'article Omrides.